# Don Schollander
Don Schollander (n. 30 aprilie 1946, Charlotte, Carolina de Nord, SUA) este un înotător american, medaliat olimpic. A participat la 2 ediții ale Jocurilor Olimpice (1964, 1968) în care a câștigat 7 medalii de aur și o medalie de argint.